# 하쿠류
하쿠류(본명: 전정일, 본명 한자: 田貞一, 1952년 10월 3일~)는 대한민국의 배우 겸 음악가이다. 일본 사가현 이마리시 출신이며, 재일 한국인 2세이다.

## 학력
- 사가현립공업고등학교 졸업

## 출연 작품

### 드라마
| 연도   | 제목                              | 방송사 | 나라 | 역할                     | 비고 |
| ------ | --------------------------------- | ------ | ---- | ------------------------ | ---- |
| 2018년 | 《미스터 션샤인》                 | tvN    | 한국 | 무신회 수장 역           |      |
| 2010년 | 《된장 군과 낫토 짱의 결혼 전쟁》 | MBC    | 한국 | 스즈키 마사오(박상도) 역 |      |
| 2009년 | 《아이리스》                      | KBS    | 한국 | 다카시 역                |      |
| 2008년 | 《밤이면 밤마다》                 | MBC    | 한국 | 다나카 역                |      |

### 영화
| 연도   | 제목                            | 배급사                  | 나라 | 역할                 | 비고 |
| ------ | ------------------------------- | ----------------------- | ---- | -------------------- | ---- |
| 2020년 | 《식운》                        | 쇼치쿠                  | 일본 | 다키자와 지로 역     |      |
| 2020년 | 《다만 악에서 구하소서》        | CJ엔터테인먼트          | 한국 | 센세이 역            |      |
| 2020년 | 《강철비 2: 정상회담》          | 롯데엔터테인먼트        | 한국 | 모리 신죠 역         |      |
| 2017년 | 《아웃레이지 파이널》           | 워너 브라더스           | 일본 | 리 역                |      |
| 2013년 | 《한여름밤의 방정식》           | 도호                    | 일본 |                      |      |
| 2012년 | 《추적자》                      |                         |      |                      |      |
| 2011년 | 《극도충신》                    |                         |      |                      |      |
| 2011년 | 《마이 웨이》                   |                         |      |                      |      |
| 2011년 | 《하드 로맨티커》               |                         |      |                      |      |
| 2009년 | 《마린 보이》                   |                         |      | 스즈키 역(특별출연)  |      |
| 2009년 | 《인사동 스캔들》               | 쌈지 아이비젼영상사업단 |      | 구로다 역(우정출연)  |      |
| 2008년 | 《좋은 놈, 나쁜 놈, 이상한 놈》 |                         |      | 이시하라 대장 역     |      |
| 2004년 | 《DMZ, 비무장지대》             |                         |      | 땅굴과장 역          |      |
| 2002년 | 《케이티》                      |                         |      | 야나기사와 사부로 역 |      |
| 1998년 | 《하나비》                      |                         |      |                      |      |
| 1996년 | 《깡패 수업》                   |                         |      |                      |      |
| 1996년 | 《모두 하고 있습니까》          |                         |      |                      |      |
| 1989년 | 《그 남자, 흉폭하다》           |                         |      |                      |      |

### 애니메이션
- 2021년 <좀비랜드 사가 리벤지(R)> 화이트 류(ホワイト竜) 역
- 2007년 《역경무뢰 카이지》도네가와 유키오 목소리 역